# Corinne Maier
Pour les articles homonymes, voir Maier.
Corinne Maier, née le 7 décembre 1963 à Genève, est économiste, psychanalyste et écrivaine.

## Biographie
Corinne Maier est diplômée de l'Institut d'études politiques de Paris en 1986, formation qu'elle complète par deux diplômes de troisième cycle, en relations internationales et en économie. Elle a été économiste chez EDF de 1992 à 2005, a exercé comme psychanalyste de 2000 à 2015, et se consacre exclusivement à l'écriture depuis 2015. Elle est titulaire d'une thèse de l'université Paris VIII en « Psychanalyse et champ freudien »,.
Corinne Maier a écrit des essais, des pamphlets, un roman et des scénarios de bande dessinée. Ses ouvrages ont fait l'objet de nombreuses traductions. Elle est surnommée « l'héroïne de la contre-culture » par le New York Times depuis le succès mondial de Bonjour Paresse (traduit en trente langues) et en raison de ce qu'elle y écrit de son ex-employeur, EDF.

## Ouvrages
- Le général de Gaulle à la lumière de Jacques Lacan, éditions L'Harmattan, 2001, 153 p. (ISBN 978-2-7475-0297-9)
- Casanova ou la Loi du désir, éditions Imago, 2002, 126 p. (ISBN 978-2-911416-72-9), traduit en espagnol (argentin)Le Lacan dira-t-on, Un Guide français-lacanien, éditions Mots et Cie, 2003 (ISBN 978-2-913588-52-3)
- De Gaulle et le gaullisme, Une mythologie d'aujourd'hui, éditions Milan, 2003 (ISBN 978-2-7459-1123-0)
- L'obscène : la mort à l'oeuvre, éditions Encre Marine, 2004, 85 p. (ISBN 978-2-909422-79-4), traduit en espagnol
- Bonjour paresse : De l'art et de la nécessité d'en faire le moins possible en entreprise, éditions Michalon, 2004 (ISBN 978-2-286-00565-8), traduit en trente langues (anglais : Orion (GB) et Random House (USA)). Paru en poche, Folio.
- L'Allemagne nazie, La haine au pouvoir, éditions Milan, 2004, 63 p. (ISBN 978-2-7459-1414-9), traduit en tchèque.
- Saint Pasteur, marginal et révolutionnaire, éditions Le Bord de l'eau, 2004 (ISBN 978-2-911803-96-3)
- Le divan, c'est amusant : Lacan sans peine, éditions Alain Stanké, 2006 (ISBN 2-7604-0887-6), traduit en six langues. Paru en poche, J'ai lu
- Intello Academy, éditions michalon, 2006 (ISBN 978-2-84186-269-6), traduit en italien, espagnol
- Ceci n'est pas une lettre de candidature : tout ce que vous aimeriez écrire à un recruteur sans oser poster la lettre, Paris, Éditions Mille et Une Nuits, 2007, 137 p. (ISBN 978-2-7555-0018-9)
- No Kid, Quarante raisons de ne pas avoir d’enfant, Paris, Éd. Poche (J'ai lu), 2007, 170 p. (ISBN 978-2-84186-405-8)traduit en quinze langues dont anglais (Canada : McClelland). Paru en poche, J'ai lu
- Manuel de savoir-vivre en cas d'invasion islamique, éditions Michalon, 2008
- Tchao la France : 40 raisons de quitter votre pays, Paris, Éditions Flammarion, 2010, 220 p. (ISBN 978-2-08-123336-2), Paru en Poche, "j'ai lu"
- Freud : une biographie dessinée, Paris/Barcelone/Bruxelles etc., Éditions Dargaud, 2011, 54 p. (ISBN 978-2-205-06828-3) en collaboration avec Anne Simon, traduit en huit langues dont anglais (Nobrow)
- Petit Manuel du Parfait arriviste, Paris, Éditions Flammarion, 2012, 181 p. (ISBN 978-2-08-123337-9).
- Marx [4] : une biographie dessinée, Paris/Barcelone/Bruxelles etc., Dargaud, 2013, 59 p. (ISBN 978-2-205-07091-0), en collaboration avec Anne Simon, traduit en douze langues dont anglais (Nobrow)- Prix de la BD historique Cognito 2014
- Einstein [5] : une biographie dessinée, Paris/Barcelone/Bruxelles etc., Dargaud, 2015, 59 p. (ISBN 978-2-205-073140), en collaboration avec Anne Simon,traduit en huit langues dont anglais (Nobrow)
- Ma vie est un best-seller, Casterman, 2015 (ISBN 978-2-203-097230), en collaboration avec Aurélia Aurita- Traduit en allemand - Sélection du Prix Artémisia 2016[6]
- A la Conquête de l'homme rouge, éditions Anne Carrière, 2019, 188 p. (ISBN 978-2-843-379550), traduit en anglais (Wrecking Ball Press, UK).
- Dehors les enfants, éditions Albin Michel, 2021, 207 p. (ISBN 978-2-226-450647)
- Monsieur Proust, Seghers, 2022, 250 p. (ISBN 978-2-232-145933), en collaboration avec Stéphane Manel
- Me First, Manifeste pour un égoïsme au féminin, éditions de l'Observatoire, 2024, 159 p.  (ISBN 979-10-329-3056-4)